# Stråket, Åboland
Stråket är en fjärd i Finland. Den ligger i Åboland i landskapet Egentliga Finland, i den sydvästra delen av landet.
Stråket utgörs av en långsträckt förkastning som sträcker sig från Flatskär i norr via Lånholm, Keistiö, Inipett, Misskär, Äpplö, Sördö, Ramsö och Svinö för att förenas med Skiftet vid Hyppeis. Fjärdarna Masmo fjärden, Äpplö fjärden, Gloskärs stråket och Svinö fjärden är alla delar av Stråket.